# Křišťál
Křišťál je drahokamová odrůda křemene. Bývá čirý, skelně lesklý, průsvitný až zcela průhledný a občas přechází do mléčného křemene. Stěny krystalů mohou být u některých kamenů jemně příčně rýhované. Většinou se vyskytuje ve formě krystalů v klencové krystalové soustavě s tvrdostí 6,5–7,5 Mohsovy stupnice. Vzniká jako většina křemičitanů vykrystalizováním z magmatu. Křišťál je hojně využívaným kamenem ve šperkařství (často s vyrostlicemi, čili uzavřeninami, jež mají za následek světelné jevy), v laserové technice a radiotechnice, pro výrobu optických přístrojů a ve sklářském průmyslu. Oblíbený je jako sbírkový kámen.

## Formy křišťálu
Křišťál je bezbarvá odrůda oxidu křemičitého. Křišťál tvoří krystaly i jejich srostlice. Vzácnějšími útvary křišťálu je „žezlový křišťál“. Jedná se o krystaly, které byly v průběhu vytváření krystalu na nižších úrovních obaleny okolními příměsemi a zastavily jeho růst. Tím pádem mohl růst krystalu pokračovat pouze v jediném bodě a to na nejaktivnějším místě – vrcholu krystalu. Díky tomuto vznikl útvar tvaru žezla. Tento útvar je ale spíše charakteristický pro ametyst, u něhož je důvodem zastavení růstu železo, které je přísadou v křišťálu.
Křišťál také tvoří vlasatce, což jsou krystaly křišťálu, ve kterých jsou vyrostlice rutilu – podle jeho barvy se tento krystal nazývá Amorovy šípy nebo Venušiny vlasy. Nejkrásnější vlasatce pocházejí z Brazílie a dolů v Uralu v Rusku. Podobný jev se vyskytuje u citrínu, kde jsou ve struktuře plynné nebo vodní vyrostlice a při nasvícení proti přímému světlu vypadají jako „zlatý déšť“.
Asi tím nejhezčím a nejzajímavějším útvarem u křišťálu jsou tzv. fantomy. V určité etapě růstu sloužil křišťál jako základ pro růst krystalků jiného minerálu. Rostoucí krystal křišťálu poté některé krystalky odhodil a jiné obalil nebo vstřebal, tím pádem se staly krystalky součástí – uzavřeninami, označením růstové zóny krystalu. Fantomy se vyskytují i v jiných minerálech, například v kalcitu.

## Výskyt, naleziště a lokality
Krásné krystaly křišťálů pochází především z Brazílie, Ruska, Himalají a dalších světových nalezišť.
Křišťály se však nachází i v České republice. Jedním z významných nalezišť přírodních křišťálů jsou Jeseníky, nebo Vysočina. Nejhezčí ukázky tohoto čirého minerálu se našly v okolí obcí jako jsou - Bobrůvka, Suky, Laštovičky, Bory, Rousměrov, Kněževes, Sklené nad Oslavou a další jim blízké vesnice.

## Křišťál v dějinách

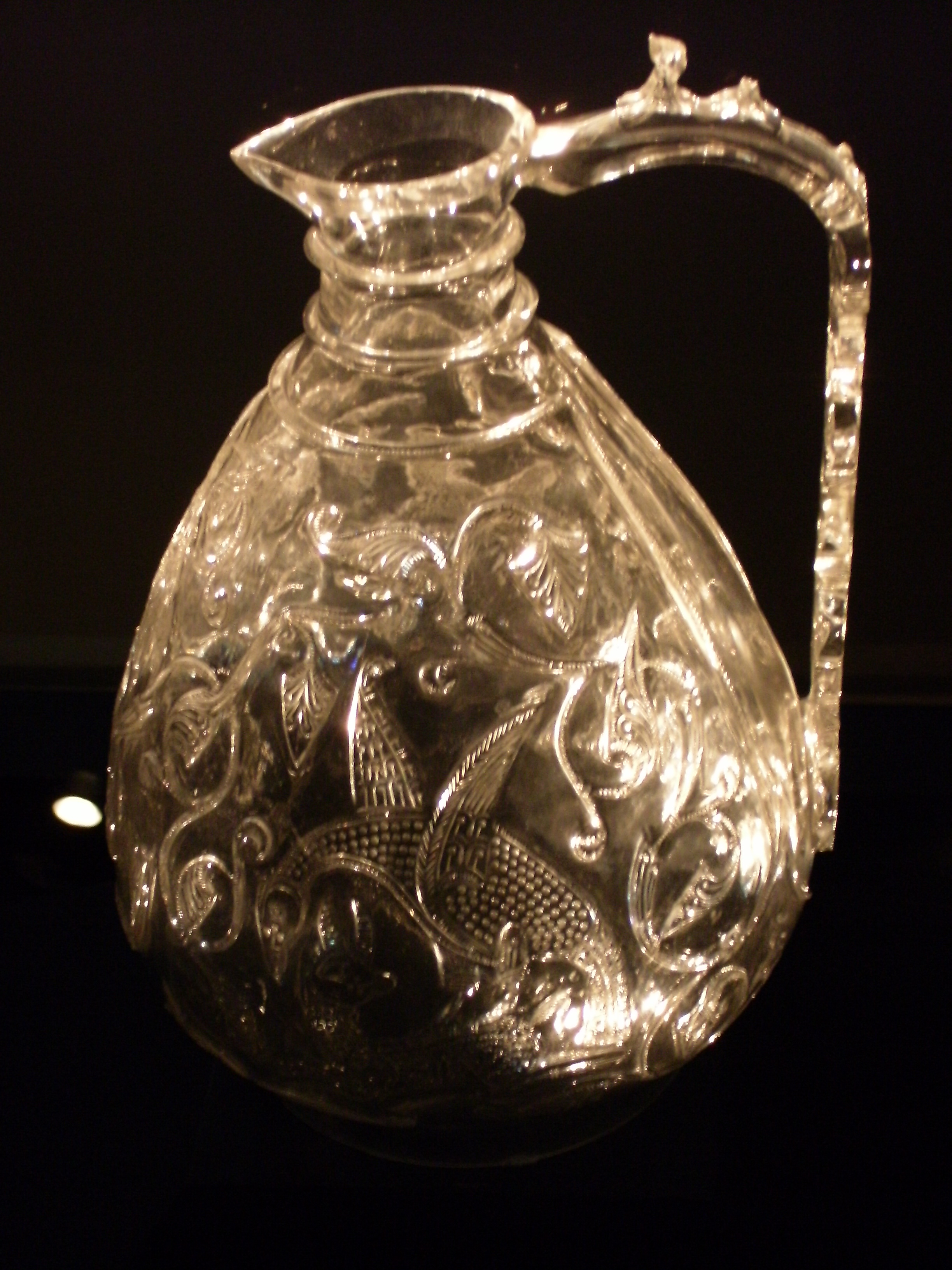
Křišťálový džbán, islámská práce, Egypt kolem r. 1000–1050

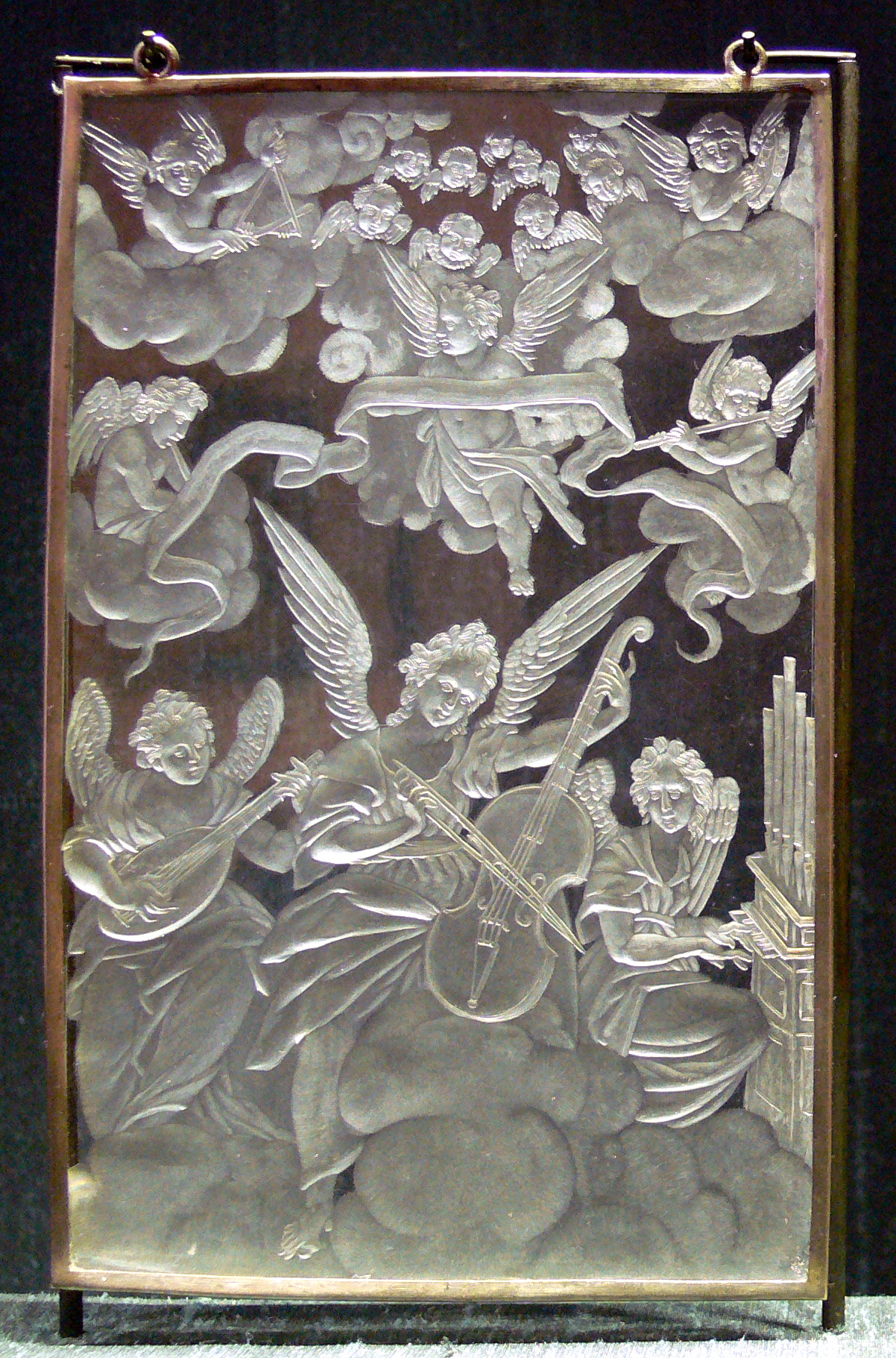
Kašpar Lehmann: Andělská kapela na křišťálové tabulce, kolem 1586–1590

Již v neolitu lidé používali ostré úlomky křišťálu jako hroty šípů a kopí. Antičtí badatelé považovali křišťál za zkamenělý led, mezi ně patřil také Plinius starší, který popsal křišťál ve své encyklopedii o přírodě. Z této domněnky bylo odvozeno slovo křišťál z řeckého výrazu Krustallos – led. Podle antických legend bohové pili víno pouze z křišťálových pohárů. Proto byly v antickém Římě považovány křišťálové džbány a číše za luxusní předměty. Také technika řezání a broušení křišťálu byla velmi drahá, protože různé vnitřní poruchy v krystalické mřížce (pérka, praskliny, bublinky) způsobují vnitřní pnutí a křišťálová nádoba během práce často praskla. Proto se křišťálovými nádobami reprezentovaly nejbohatší vrstvy společnosti a dvůr panovníka. Traduje se, že římský císař Nero začal ztrácet moc poté, co v záchvatu hněvu rozbil svou sbírku křišťálových číší.. Dalším důvodem obliby křišťálových konvic, džbánů a pohárů byla dobrá tepelná izolace, voda vydržela dlouho chladná. 
Křišťálové nádoby začali již kolem roku 1000 řezat arabští glyptici v Egyptě a v Sýrii. Ve Francii a v Benátkách řezáči křišťálových nádob pracovali od 14. století, jeden džbán ve stříbrné montáži užíval také císař Karel IV. a daroval jej jako relikviář do Svatovítského pokladu. Z křišťálu se dělala ostensoria (relikviáře) do kostelů. Pro císaře Rudolfa II. pracovali milánští řezáči křišťálových nádob z rodin Miseroniů a Saracchiů a německý brusič drahokamů a rytec skla původem z Lüneburgu Kašpar (Caspar) Lehmann, který vytvářel reliéfy na křišťálových tabulkách.
Čirý a průhledný křišťál byl od dávných dob považován za symbol rovnováhy a čistoty a používán na talismany, vsazoval se do šperků. Křišťálové předměty se také v Rusku cenily velmi vysoko. Ve zbrojnici Moskevského kremlu je uložen křišťálový samovar vybroušený z jediného kusu křišťálu, který patřil Petru I. Křišťálové koule byly v různých zemích nezbytnou součástí říšských insignií. Takové koule byly součástí žezla skotských králů nebo byly používány samostatně jako jablko (například říšské jablko ruských carů).